# Clive Allen
Clive Darren Allen, angleški nogometaš in trener, * 20. maj 1961, Stepney, London, Anglija, Združeno kraljestvo.
Njegov oče, Les Allen, je bil tudi nogometaš, medtem ko je njegov bratranec, Martin Allen, trenutno nogometni trener.
Leta 1978 je začel svojo nogometno kariero pri Queens Park Rangers, ki jo je končal leta 1995. Nato se je nekaj časa ukvarjal z ameriškim nogometom. Dvakrat je bil začasni trener pri Tottenham Hotspurih.